# 池田和美
池田和美（日语：／ Ikeda Kazumi），日本女性動畫師、人物設計師。京都動畫董事、前Animation Do董事。

## 來歷、人物
池田和美於加入京都動畫後，隨著京都動畫大阪工作室分拆為Animation Do（現京都動畫Animation Do事業部門）而調動。
繼《Kanon》（京都動畫版）之後，她擔任Key電視動畫《CLANNAD》的人物設定、總作畫監督。
她與2019年在一場縱火事件中喪生的池田晶子沒有親屬關係。

## 參加作品

### 電視動畫
1995年
- 夢幻遊戲（原畫）

1996年
- 哆啦A夢 (1979年版)（原畫）
- 天才寶貝（—1997年，作畫監督、原畫）

1997年
- 貓狐警探（日语：はいぱーぽりす）（作畫監督、原畫、OP原畫）
- 神奇寶貝（—2002年，作畫監督）

1998年
- 夢幻拉拉（作畫監督）

1999年
- 天使不設防！（作畫監督）
- 力石戰士（作畫監督、原畫）
- 週刊故事樂園（日语：週刊ストーリーランド）（—2001年，作畫監督）

2000年
- 捍衛者（作畫監督）
- 犬夜叉（—2004年，原畫）

2001年
- SAMURAI GIRL 武俠派女高中生（原畫）
- 哈雷小子（作畫監督、原畫）
- 地球防衛家族（作畫監督）
- 旋風的大鏢客（日语：旋風の用心棒）（—2002年，作畫監督）

2002年
- 我們這一家（—2004年為止，原畫）

2003年
- 驚爆危機？校園篇（作畫監督、原畫、OP原畫）

2005年
- AIR（作畫監督、原畫、OP原畫）
- 驚爆危機！The Second Raid（作畫監督、原畫）

2006年
- 涼宮春日的憂鬱 (2006年版)（作畫監督）
- Kanon（—2007年，人物設定、總作畫監督[1]、作畫監督、OP作畫監督、ED作畫監督&原畫）

2007年
- 幸運☆星（作畫監督、原畫、OP原畫）
- CLANNAD（—2008年，人物設定、總作畫監督[2]、作畫監督、OP作畫監督）

2008年
- CLANNAD ～AFTER STORY～（—2009年，人物設定、總作畫監督[3]、作畫監督、OP作畫監督、ED作畫監督）

2009年
- 仰望天空的少女瞳中的世界（作畫監督補佐）
- K-ON！輕音部（作畫監督、原畫）

2010年
- K-ON!! 輕音部（作畫監督、原畫、OP原畫）

2011年
- 日常（作畫監督、原畫、OP原畫）

2012年
- 冰（作畫監督、作畫監督補佐、原畫、OP原畫、OP2原畫）
- 中二病也想談戀愛！（人物設定、總作畫監督[4]、原畫、OP作畫監督、ED作畫監督）

2013年
- 玉子市場（作畫監督、原畫）
- Free！（作畫監督補佐、原畫）

2014年
- 中二病也想談戀愛！戀（人物設定、總作畫監督[5]、作畫監督、原畫、OP作畫監督、ED作畫監督）
- 甘城輝煌樂園救世主（作畫監督）

2015年
- 吹響吧！上低音號（作畫監督、原畫）

2016年
- 無彩限的幻影世界（人物設定、總作畫監督[6]）
- 吹響吧！上低音號2（作畫監督）

2017年
- 小林家的龍女僕（作畫監督）

2018年
- 紫羅蘭永恆花園（作畫監督）
- 弦音 -風舞高中弓道部-（—2019年，作畫監督）

2024年
- 吹響吧！上低音號3（人物設定[注 1]、總作畫監督[7]）

2025年
- CITY THE ANIMATION（作畫監督）

### 電影動畫
1995年
- 蠟筆小新：雲黑齋的野心（動畫）

1996年
- 新橙路 capricious orange road 接著，那個夏天開始（原畫）

2000年
- 劇場版 神奇寶貝：結晶塔的帝王（作畫監督）
- 哆啦A夢：大雄的太陽王傳說（原畫）

2002年
- 劇場版 神奇寶貝：水都的守護神 拉帝亞斯和拉帝歐斯（作畫監督）
- 哆啦A夢：大雄與機器人王國（原畫）

2003年
- 哆啦A夢：大雄與風之使者（原畫）

2004年
- 蠟筆小新：夕陽下的春日部男孩（原畫）

2010年
- 涼宮春日的消失（作畫監督、原畫）

2011年
- 劇場版 K-ON！輕音部（作畫監督、原畫）

2016年
- 劇場版 聲之形（作畫監督）

2018年
- 中二病也想談戀愛！ -Take On Me-（人物設定）
- 莉茲與青鳥（作畫監督）

2019年
- 劇場版 吹響吧！上低音號 ～誓言的終章～（作畫監督[8]）
- 紫羅蘭永恆花園外傳：永遠與自動手記人偶（作畫監督[9]）

2020年
- 劇場版 紫羅蘭永恆花園（作畫監督[10]）

2023年
- 特別篇 吹響吧！上低音號 ～合奏團競賽篇～（總作畫監督[11]）

### OVA
1997年
- 櫻花大戰 櫻華絢爛（—1998年，原畫）

2002年
- 哈雷小子DELUXE（作畫監督）

2003年
- 哈雷小子FINAL（—2004年，作畫監督）

2005年
- MUNTO ～穿越時空之壁～（原畫）

### 遊戲
1998年
- Dancing Blade 任性桃天使！（原畫）

1999年
- Dancing Blade 任性桃天使！II ～Tears of Eden～（人物設定[注 2]、作畫監督、原畫）

## 腳註